# Stoke Holy Cross
Stoke Holy Cross is een civil parish in het bestuurlijke gebied South Norfolk, in het Engelse graafschap Norfolk met 1572 inwoners.

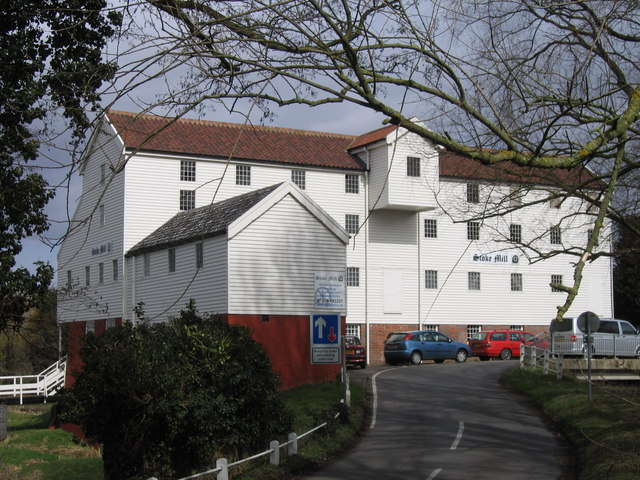
Molen in Stoke Holy Cross
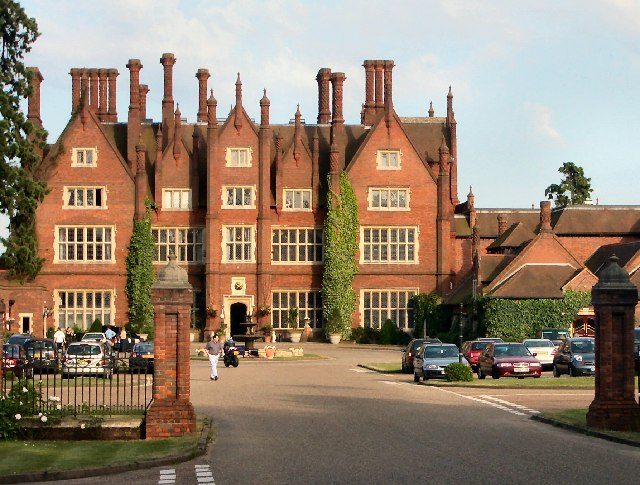
Dungston Hall Hotel